# 타마마
타마마(タママ, Tamama)는, 요시자키 미네의 원작 애니메이션 '케로로 중사'에 등장하는 인물로 계급은 이등병이다. 타마마의 담당 성우는 일본에서는 코자쿠라 에츠코, 북미에서는 브리나 펄렌시아, 한국에서는 류점희가 맡고 있다.

## 인물
케론군으로의 계급은 이등병 . 케로로 소대 의 돌격 병이자 육탄전 담당 대원이다. 소대의 센터링과 마스코트도 겸으로 담당하고 있다.
애니메이션에서나, 원작에서나 '중사님 찬양'으로 인해 여자아이라고 오해를 많이 받지만, 사실 남자다. 원작 30화 '근하신년 충격영상'에서 '중사님과 위험하고 은밀한 관계가 되고 싶어요~' 발언에 도로로를 제외한 소대원들이(도로로는 등장하지 않았다) '너 호모냐'라는 발언으로 인해 남자란걸 알 수 있다. 파트너는 니시자와 모모카 (한국 : 유나라)다.
푸루루 간호장교의 건강 검진 결과 발표를 보면 과자나 케이크 등의 달콤한 것들을 너무 좋아해서 그대로 가다간 당뇨병에 걸릴 수 있다고 했다.

### 외관
몸 색깔은 남색. 모자는 노란색에 초보 마크가 있다. 본인은 '훌륭한 군인을 목표로 하고 있었을 무렵을 잊지 말자'라는 의미 같지만, 진위는 불명이다.(그림그리기 노래에서는 뾰족한 하트라고 말하였다.) 아직 꼬리가 나있는 것은, 어린이라는 표시다.
자신을 처음 대면하는 사람들이 대부분 '귀엽다'라는 말을 많이 해, 본인이 정말로 깜찍하고 귀여운 인물이라고 생각하지만, 단순한 자만은 아닌 듯 싶다.

### 성격
이중 인격이어서 평상시에는 부드럽고 솔직하며 예의도 바르지만, 한번 이성의 끈이 끊기면 뽀독~! 소리와 함께 누구도 막을 수 없을 만큼 아주 사악하게 폭주한다.
질투심이 강한 성격의 소유자이고, 어떤 사건으로 케로로를 대신해 대장을 맡은 적이 있지만, 통솔력은 없었다.
타루루 등의 후배들에게는 좀 더 자신이 높은 사람처럼 보이게 하고 싶어, 사실을 왜곡하거나 없는 이야기를 만들어 내기도 한다.(타루루가 놀러왔을 때 기로로, 도로로, 쿠루루, 나츠미, 후유키, 폴, 모모카에 대해 이상한 이야기를 하다가, 타루루가 돌아간 후 그들에게 봉변을 당한 일도 있다.)
또 음험하고 사악한 면이 있다는 점은 본인도 알고 있다. 애니메이션 171화 A파트에서는 반항기에 이르러, 거기에 비례하게 말투나 태도가 급속하게 나빠진 일도 있었다.

### 질투와 어둠
타마마는 질투를 하게 되면, 우선 성격부터가 껄렁해지고 불량하고 사악해지며, 목소리의 톤이 확 낮아지고 걸걸해지며, 말투도 거칠어진다.(ex : 확 뽀개버린다, 이 자식아.) 이 질투는 모아가 등장하고 나서부터 구체화되었으며 현재 질투 원인의 99.9%가 모아이다.
이 질투를 너무 참고 있으면, 체내에서 방출할 곳을 잃은 질투 에너지가 부풀어올라 마치 풍선처럼 떠다니게 되며 이때 질투 에너지를 방출하면 엄청난 크기의 궁극의 타마마 임팩트를 발사하는데 이때 타마마 임팩트 내부에 자신의 질투 심경을 대변하는 여러 문자들도 함께 방출된다.(ex : 저 여자가~!!!, 감히 어디를 집적대~!!!!!, 중사님은 내 건데.., 중사님 미워!! 등등.) 또, 질투 에너지를 한 곳에 집중시키면 <질투옥>이라고 하는 질투와 증오로 가득 찬 사악한 검은 구체를 발사하는 기술을 쓸 수 있다.이때 질투옥 외부에도 자신의 질투 심경을 대변하는 여러 문자들도 함께 방출되어 맴돈다.(ex : 저 여자가~!!!, 감히 어디를 집적대~!!!!!,저여자 확 뽀개 버릴까보다!!, 중사님은 내 건데.., 중사님 미워!!! 등등.)
타마마 임팩트를 발사할 때나 질투가 극강에 이르렀을 때 광기심이 가득 찬 핏줄 선 눈으로 변하며(타마마 임팩트를 발사할 때 아주 가끔 귀여운 모습을 그대로 유지할 때도 있다), '사'라고 하는 기합소리 비슷한 괴성을 질러댄다. 덧붙여 이로 인해 타마마의 휴대폰 벨소리가 '사~!'이다. 슈라라 군단은 타마마의 질투는 거의 기네스 급이라고 한다.

### 좋아하는 것
케로로, 과자, 특히 케이크, 과자, 포테토칩과 만화를 좋아하고, 육체 단련이 취미다. 니시자와가에는 전용 트레이닝 룸을 가지고 있다.
과자를 먹는 것 뿐 아니라, 만드는 일도 취미이며 이를 전수하기도 했었다. 슈라라 군단의 분석에 의하면 타마마는 과자와 케이크류를
너무 좋아한 나머지 혈당치가 높은 편이라고 한다.

### 대화체의 특칭
본인을 '나'(보쿠)로 말하고, 말 끝에는 '~에용'을 붙인다. 소대 내의 무선에서는 '와카바1(한국 : 크래용1)'이라는 코드네임을 사용한다.

### 인간 관계
애니 182화를 보면 지구를 침략(조사)하러 왔을 때 우주 들개에게 공격 받았다고 알려진것을 한방에 뒤집는 모습이 나타나는데 케로로가 함선을 지키라고 명하나 타마마는 이를 어기고 타마마가 나가자마자 적대형 외계인들이 전함을 부숴버린다. 그러고는 타마마에게 괴수를 보내 공격한다. 이때 안티 배리어를 했음에도 불구하고 모모카에게 들키고 모모카는 도와주는 대신 자신의 펫이되라고 한다. 이에 타마마는 급하니까 일단 수락하고 모모카의 괴력과 타마마 임팩트로 괴수를 퇴치후 그 자리에서 니시자와가의 일원이 되었다. 이때 모모카는 초등학생이었는데 이 사건 때 다크 모모카의 봉인이 풀렸다. 모모카와는 이중인격 동료로, 두명은 '우주를 넘은 닮은 인물'이라고 표현한다. 니사자와가는 전 세계의 경제 51%를 차지하는 초거대 기업이여서 꽤 좋은 생활을 하고 있다.
타마마는 케로로를 무척 좋아한다. 이러다 보니 케로로를 좋아하는 또 한명의 인물, 모아를 제일 싫어한다. 또 모아 외에도 케로로와 친하게 지낸 사람은 모두 싫어한다. 애니메이션 115화에서도 자이언트 요로로에 대해 질투를 했다. 또 카라라가 케로로와 나중에 결혼한다는 말에 역시 질투를 했다. 타마마는 케로로와 결혼을 하고 싶어한다. 하지만 모아도 케로로와 결혼을 하고 싶어해서 둘이 라이벌이 된다.

### 필살기
- 타마마 임팩트 : 입에서 질투의 기공파를 모아 발사하는 기술. 여러 가지 형태로 변형이 가능하다.
- 질투옥: 질투에너지를 모아 공의 형태로 발사하는 기술. 타마마 임팩트와 달리 유도탄이다.
- 중사님은 바보 : 타마마 임팩트와 질투옥을 합한 기술. 상대방이 타마마 임팩트를 피한 순간 질투옥으로 날려버린다.

#### 타마마 임팩트 변형
- 하이퍼 타마마 임팩트 : 타마마 임팩트 강화형
- 확장 타마마 임팩트 : 타마마 임팩트를 확산시켜 발사하는 기술
- 안드로메다 임팩트 : 타마마 임팩트를 여러갈래로 나누어 발사하는 기술

## 타마마의 호칭 리스트
| 이름   | 타마마를 부를 때 호칭              | 타마마가 부를 때 호칭                                               |
| ------ | ---------------------------------- | ------------------------------------------------------------------- |
| 케로로 | 타마마 (이등·너)(: 타마마(이등병)) | 중사님                                                              |
| 기로로 | 타마마                             | 기로로 하사님,하사님,저 빨간 오뚜기                                 |
| 쿠루루 | 타마마, 꼬마                       | 쿠루루 상사님,안경잡이(화났을 때)                                   |
| 도로로 | 타마마 이등병                      | 도로로 병장님, 도로로 선배 (도리도리 병장님) 도로아미타불병장님     |
| 후유키 | 타마마                             | 훗키(: 우주야)                                                      |
| 나츠미 | 타마마                             | 낫치(: 한별아)                                                      |
| 아키   | 타마쨩 (: 타마)                    | 엄마씨, 아키엄마씨(:아줌마)                                         |
| 아키나 | 타마쨩 (: 타마마)                  | 할머니                                                              |
| 모모카 | 타먀쨩 (: 타마마)                  | 모못치(:나라야)                                                     |
| 코유키 | 타마마씨(: 타마마)                 | 여자닌자                                                            |
| 폴     | 타마마님 (: 타마마 도련님 )        | 폴                                                                  |
| 타루루 | 타마마 선배(: 타마마 형)           | 타루루                                                              |
| 모아   | 타마쨩, 타마마양, 타마마 이등병    | 모아, 저 여자, 이 여자, 그 여자, 이 도둑 고양이, 이 요망한 것(계집) |
| 카라라 | 타마오빠(: 타마마 )                | 카라라                                                              |
| 가루루 | 타마마 이등병                      |                                                                     |

## 같이 보기
- 케로로 중사
- 기로로 하사
- 쿠루루 상사
- 도로로 병장